# Hydroides tuberculatus
Hydroides tuberculatus är en ringmaskart som beskrevs av Imajima 1976. Hydroides tuberculatus ingår i släktet Hydroides och familjen Serpulidae. Inga underarter finns listade i Catalogue of Life.